# The Coming of Gretchen
The Coming of Gretchen è un cortometraggio muto del 1913 diretto da Bert Angeles.

## Trama
Invitata dalla sorella Anne in America, Gretchen parte per New York, dove va a lavorare nel negozio di specialità gastronomiche del cognato Emil. La ragazza si integra subito con la vita della grande città e quando al negozio si presenta improvvisamente Hans, il fidanzato che lei ha lasciato in Germania, resta sorpresa e neanche troppo contenta. La colonia tedesca organizza ogni anno un picnic al quale Hans invia Gretchen, ma lei preferisce andarci con un corteggiatore americano, tale George. Hans si rende conto che i suoi vecchi vestiti da campagnolo non sono più graditi da Gretchen, per cui si compera un nuovo vestito. Al picnic, George pianta la sua accompagnatrice per un'altra bella figliola che ha adocchiato in mezzo alla folla. La ragazza, però, è accompagnata dal fidanzato, un nerboruto pugile che non gradisce le attenzioni dell'americano e lo stende a terra. Quando George, dolorante, ritorna per cercare Gretchen, la trova tra le braccia di Hans.

## Produzione
Il film fu prodotto dalla Vitagraph Company of America.

## Distribuzione
Distribuito dalla General Film Company, il film - un cortometraggio in una bobina - uscì nelle sale cinematografiche statunitensi il 17 giugno 1913.